# Hypoxanthin-Guanin-Phosphoribosyltransferase
Die Hypoxanthin-Guanin-Phosphoribosyl-Transferase (HGPRT) oder Hypoxanthin-Phosphoribosyl-Transferase 1 (HPRT1) ist ein Enzym im Purinstoffwechsel der Eukaryoten. Im Menschen können Veränderungen an HPRT1 durch Genmutationen zu Stoffwechselerkrankungen wie Lesch-Nyhan-Syndrom und Kelley-Seegmiller-Syndrom führen. Die Funktion des Enzyms reagiert sehr empfindlich auf Veränderungen am Gen, weshalb das Gen in einer Zelllinie als Target für einen Mutationstest verwendet wird.

## Synthese
Das HPRT1-Gen besteht aus 10 Exons, die über einen 40 Kilobasen langen Abschnitt auf dem X-Chromosom verteilt sind. Nach Translation und Entfernung des ersten Methionin bleibt ein 217 Aminosäuren und 24 kDa schweres Protein. Vier dieser Moleküle binden mit je zwei Magnesium-Ionen (eines davon nur lose) als Kofaktoren zum funktionsfähigen HPRT1-Enzym, welches im Zytoplasma lokalisiert ist.

## Katalysierte Reaktion
Die Purinbasen Adenin, Hypoxanthin, Xanthin und Guanin können mit Hilfe zweier Enzyme (HPRT1 und APRT) wiederverwertet werden, indem sie mit einem Phosphoribosylrest wieder zum Nucleotid aufgebaut werden. Dies ist sehr sinnvoll, da damit erstens ATP eingespart werden kann (die Bildung eines Purins kostet mindestens 7 (AMP) bzw. 9 (GMP) energiereiche Phosphatbindungen) und zweitens die Harnsäurebildung drastisch reduziert wird (sogenannter Salvage-Pathway).

## Pathologie
Es sind eine große Zahl von Veränderungen im HPRT1-Gen bekannt, wobei sogenannte Repeats (Wiederholungen einer Base) selten sind. Hauptsächlich handelt es sich um Insertionen, Deletionen und Punktmutationen am Gen. Bei der Hälfte der veränderten Genprodukte ist die Größe verändert, beim Rest handelt es sich um Änderungen an einer Aminosäure.
Die Funktion von HPRT1 reagiert empfindlich auf Veränderungen an der Aminosäuresequenz. Leichte Einschränkungen der Funktion verursachen ähnliche Symptome wie Gicht und werden als Kelley-Seegmiller-Syndrom bezeichnet. Alle schwereren Stoffwechselerkrankungen werden unter dem Lesch-Nyhan-Syndrom zusammengefasst.

## Mutations-Test
Beim HPRT1-Genmutationstest werden eventuelle Mutanten durch den Verlust der Aktivität des Enzyms erkannt. Für den Test wird meist die Hamster-Lungenzelllinie (V79-Zellen, ATCC No. CCL-93) verwendet.
Die Selektion der Mutanten beruht auf der unterschiedlich ausgeprägten Toxizität der synthetischen Purinbase 6-Thioguanin (TG) für die mutierten und unveränderten Zellen. TG wird in Zellen mit funktionsfähigem HPRT1 in derart toxische Nukleotide umgewandelt, dass diese absterben. Der Verlust der HPRT-Aktivität durch mutagene Substanzen hingegen führt zur Resistenz gegenüber TG und somit dem Überleben und der Anreicherung von Zellen mit mutierter HPRT1. Dies kann mikroskopisch quantifiziert werden.